# أصبح عندي الآن بندقية
أصبح عندي الآن بندقية هي قصيدة ألفها الشاعر نزار قباني، ولحنها محمد عبد الوهاب، وغنتها أم كلثوم عام 1969.

## الأغنية
جاءت الأغنية نتيجةً لحرب 1967 (هي احتلال الإسرائيليين لما تبقى من أرض فلسطين التاريخية)، فانطلق الفدائيون يغيرون على الأراضي المحتلة، وكانوا الإسرائيليون يردون بدورهم على هذه الهجمات، واشتبك الطرفان في معارك كثيرة منها معركة الكرامة.
في عام 1968 كتب الشاعر السوري نزار قباني قصيدة «أصبح عندي الآن بندقية» يقوم فيها بتحية الكفاح الفلسطيني، وفي العام التالي غنت أم كلثوم هذه القصيدة من ألحان عبد الوهاب، ولحن هذه القصيدة تعبيري خالص لا يتعمد كثيراً على التطريب. وقد أعاد عبد الوهاب غناء هذه الأغنية وصدرت ضمن مجموعة وطنياته، وقد غنى عبد الوهاب هذه الأغنية بمصاحبة فرقة موسيقية، وربما هي المرة الوحيدة التي غنى مع فرقة موسيقية لحناً أعطاه قبل ذلك لأحد المطربين.
كثيرٌ من جمهور المستمعين لا يعرفونها لأنها غير مصورة، ولأن وضع الفلسطينيين لم يتغير كثيراً منذ غناء الأغنية، يشعر من يسمعها وكأنها تعبر عن وضع هذا الشعب الآن الذي لم تحل مشكلته إلى الآن. غنى الأغنية أيضا العديد من الفنانين، والفنانات العرب، منهم الفنانة الراحلة ذكرى.